# Cronistoria documentata della rivoluzione in Basilicata del 1860 e delle cospirazioni che la precedettero
La Cronistoria documentata della rivoluzione in Basilicata del 1860 e delle cospirazioni che la precedettero è un'opera storiografica scritta dallo storico e patriota Michele Lacava e pubblicata nel 1890.

## Struttura
L'opera è dedicata dall'autore al suo paese natio, Corleto Perticara, che fu teatro dell'avvio dell'insurrezione, il 16 agosto 1860:
Sia il presente libro di grato ricordo a quei superstiti concittadini, che nel 1860 ed anni precedenti, per  la patria misero in pericolo sostanze, libertà e vita.»
Dopo la dedica, seguono cinque parti, ciascuna delle quali con corpose appendici documentarie.
La prima parte concerne i moti del 1848, l'organizzazione della "Società dell'Unità Italiana" di Potenza e lo sbarco di Sapri di Carlo Pisacane.
La seconda e la terza parte raccontano l'insurrezione lucana del 1860 e raccolgono, oltre a numerose lettere dei protagonisti, tutti gli editti e i proclami del governo prodittatoriale di Giacinto Albini e Nicola Mignogna. 
La quarta e ultima parte raccoglie informazioni sulla «Brigata Lucana» che si unì all'esercito meridionale di Garibaldi e, in appendice, raccoglie i nomi di tutti i patrioti lucani che combatterono o furono perseguitati dal 1820 al 1861 per l'unità nazionale.
L'opera raccoglie, come detto, una notevole quantità di documenti storici - spesso non noti da altre fonti - riguardanti l'insurrezione lucana del 1860 e dei moti risorgimentali immediatamente precedenti; nonché i nomi di tutti i lucani che hanno combattuto sotto Garibaldi e nelle altre campagne post-unitarie. Dunque, a parte l'indubbio valore prosopografico, la Cronistoria è uno scritto di valore, ancorché viziato dalla volontà, da parte di Lacava, di esaltare il ruolo del proprio paese e della sua famiglia, con particolare riguardo al fratello Pietro, all'epoca pienamente lanciato in una carriera politica a livello nazionale.